# Вертоградов, Владимир Семёнович
Влади́мир Семёнович Вертогра́дов (1888—1964) — профессор Московской духовной академии, церковный историк.

## Биография
Родился 28 мая 1888 года[по какому календарю?] в семье священника в селе Тихвинское Усманского у. Тамбовской губ.
Окончил Липецкое духовное училище (1906), Тамбовскую духовную семинарию (1912) и Казанскую духовную академию (1916), защитив кандидатскую диссертацию «Православная Церковь в Галиции в древнейший русский период (981—1340)». Был оставлен магистрантом и начал преподавательскую деятельность.
С осени 1916 года преподавал педагогическую психологию в Тамбовском епархиальном женском училище, логику в Тамбовской духовной семинарии и латинский язык в Тамбовской женской гимназии. В 1918—1920 гг. заведовал школой ФЗУ в с. Яблоновец Липецкого уезда, в 1920—1921 гг. заведовал школой в Липецке. В 1921—1928 гг. преподаватель и заведующий школой ФЗУ в пос. Грязи.
В 1929 году был переведён в Москву на должность начальника и лектора вагона-аудитории. В 1931—1935 гг. преподавал в школах ФЗУ в Москве. В 1935 году был приглашён преподавать русский язык и литературу в Московский технологический институт лёгкой промышленности, в 1939—1941 гг. являлся директором факультета рабочей молодежи при институте. В ноябре 1941 г. эвакуирован сначала в Чкалов (совр. Оренбург), затем в Ташкент, где до 1943 года работал диспетчером в Центральном лекционном бюро Наркомпроса Узбекистана, читал лекции по русскому языку и литературе в школах и клубах. В апреле 1943 года вернулся в Москву, преподавал в промышленно-экономическом техникуме Наркомата легкой промышленности.
С 1944 года преподавал Ветхий Завет в Московском православном богословском институте (с 1946 года — МДА), в 1944—1948 гг. — сравнительное богословие на пастырских курсах (с 1946 года — Московская духовная семинария). В начале 1947 года он был утверждён в звании доцента МДА.
После защиты 13 июня 1947 года магистерской диссертации «Православная Церковь в Галиции в древнейший русский период» был утверждён в звании профессора. С 29 февраля 1949 года он исполнял обязанности инспектора Московской духовной академии и семинарии, 14 мая утверждён в должности. По отзыву митрополита Ермогена (Кожина), в должности инспектора Вертоградов проявил прекрасные административные способности и тактичность в отношениях с преподавателями и студентами.
10 июля 1948 г. на Совещании глав и представителей Поместных Православных Церквей Вертоградов прочитал доклад «К решению вопроса об англиканской иерархии», в котором сделал вывод о том, что учреждение иерархии англиканской церкви не может быть признано законным с точки зрения церковных канонов. В соответствии с этим докладом Совещание признало каноничность англиканского священства зависящей от вероисповедного единства англиканской церкви с православной.
С сентября 1950 года Вертоградов исполнял обязанности ректора Московской духовной академии и семинарии, но 1 сентября следующего года в связи с ухудшением здоровья подал прошение и был освобожден от должности ректора, оставшись преподавателем Ветхого Завета.
В 1952 году вышел на пенсию. Умер 10 июля 1964 года в Москве.
К. Е. Скурат писал о нём: 

Профессор Владимир Семенович Вертоградов (1888—1964) читал Священное Писание Ветхого Завета. Читал по конспекту, медленно, громко. За ним можно было все записать. Вскоре ушел на пенсию, так как у него катастрофически падало зрение. О кончине его стало известно только после похорон.

## Сочинения
- Об англиканской иерархии: Доклад // Совещание, 1948. Деяния. Т. 1. — С. 341—382;
- Святые Кирилл и Мефодий — просветители славян // Журнал Московской Патриархии. 1989. — № 7. — C. 24-25.
- Православная Церковь в Галиции в древнейший Русский период // Богословские труды. 1990. — № 30. — C. 241—278.